# Pauperización

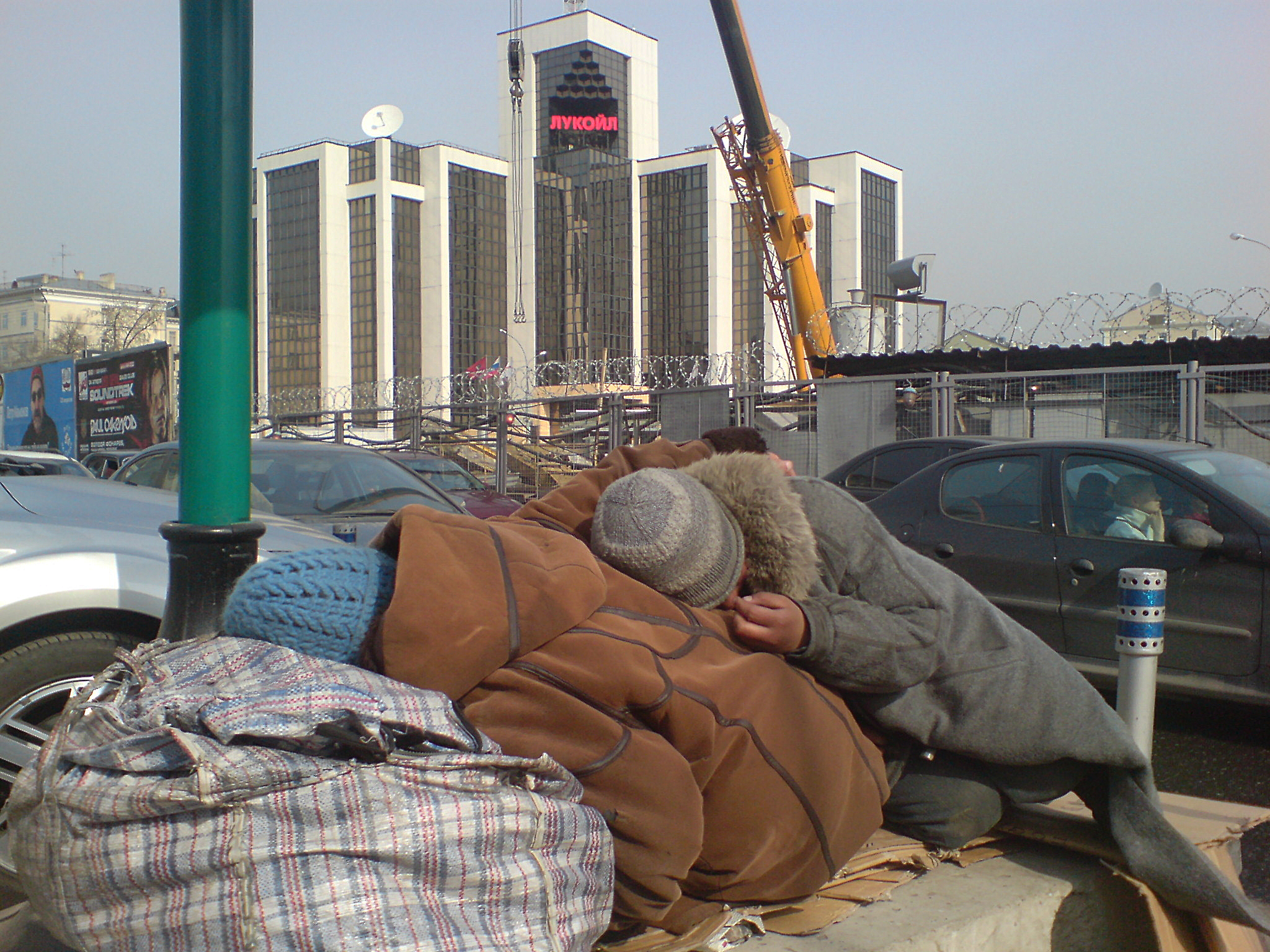
Indigentes durmiendo enfrente de la sede de Lukoil en Moscú

La pauperización o depauperación (del latín pauper, pobre) es el empobrecimiento continuo de un individuo o grupo de individuos, y a veces de un tipo de población, por ejemplo, una clase social en comparación con la sociedad en su conjunto. Se puede utilizar para describir una política económica o un modelo de sociedad, que tiene la consecuencia de reforzar las precarias condiciones de vida de las personas más desfavorecidas. Como problema social a lo largo de la historia se suele utilizar más bien el vocablo pauperismo.